# شیگتوشی هاسبه
شیگتوشی هاسبه (انگلیسی: Shigetoshi Hasebe؛ زادهٔ ۲۳ آوریل ۱۹۷۱) بازیکن فوتبال اهل ژاپن است.
از باشگاه‌هایی که در آن بازی کرده‌است می‌توان به باشگاه فوتبال ویسل کوبه، باشگاه فوتبال کاوازاکی فرونتال، باشگاه فوتبال توکیو وردی، و باشگاه فوتبال جف یونایتد ایچیهارا چیبا اشاره کرد.